# الديا ديل كانو
بلدية الديا ديل كانو (بالإسبانية: Aldea del Cano)‏، هي بلدية تقع في مقاطعة قصرش والتي تقع في منطقة إكستريمادورا، غرب إسبانيا.
يبلغ عدد سكانها 772 نسمة وفقاً لإحصائية سنة (2002).

## أعلام
- أنطونيو غونزاليس باتشيكو